# 야마나시현 선거구
야마나시현 선거구(일본어: 山梨県選挙区)는 일본의 참의원 선거구이다.

## 선거구 정보
| 지역      | 야마나시현 전역        |
| 의원 정수 | 2명 (개선 정수 1명)    |
| 유권자 수 | 685,381명 (2022년 9월) |

## 역대 의원
| 홀수회                       | 홀수회        | 짝수회        | 짝수회                       |
| 의원                         | 선거          | 선거          | 의원                         |
| ---------------------------- | ------------- | ------------- | ---------------------------- |
| 고미야마 쓰네키치 (무소속)   | 1947년 제1회  | 1947년 제1회  | 히라노 시게코 (일본사회당)   |
| 고미야마 쓰네키치 (무소속)   |               | 1950년 제2회  | 히라바야시 다이치 (무소속)   |
| 히로세 히사타다 (무소속)     | 1953년 제3회  |               | 히라바야시 다이치 (무소속)   |
| 히로세 히사타다 (무소속)     |               | 1956년 제4회  | 요시에 가쓰야스 (자유민주당) |
| 야스다 도시오 (일본사회당)   | 1959년 제5회  |               | 요시에 가쓰야스 (자유민주당) |
| 야스다 도시오 (일본사회당)   |               | 1962년 제6회  | 요시에 가쓰야스 (자유민주당) |
| 히로세 히사타다 (자유민주당) | 1965년 제7회  |               | 요시에 가쓰야스 (자유민주당) |
| 히로세 히사타다 (자유민주당) |               | 1968년 제8회  | 요시에 가쓰야스 (자유민주당) |
| 히로세 히사타다 (자유민주당) |               | 1970년 보궐   | 호시노 주지 (자유민주당)     |
| 간자와 기요시 (일본사회당)   | 1971년 제9회  |               | 호시노 주지 (자유민주당)     |
| 간자와 기요시 (일본사회당)   |               | 1974년 제10회 | 나카무라 다로 (자유민주당)   |
| 후루야 게이유 (자유민주당)   | 1977년 제11회 |               | 나카무라 다로 (자유민주당)   |
| 후루야 게이유 (자유민주당)   |               | 1980년 제12회 | 나카무라 다로 (자유민주당)   |
| 시무라 데쓰로 (자유민주당)   | 1983년 제13회 |               | 나카무라 다로 (자유민주당)   |
| 시무라 데쓰로 (자유민주당)   |               | 1986년 제14회 | 나카무라 다로 (자유민주당)   |
| 이소무라 오사무 (연합회)     | 1989년 제15회 |               | 나카무라 다로 (자유민주당)   |
| 이소무라 오사무 (연합회)     |               | 1992년 제16회 | 시무라 데쓰로 (자유민주당)   |
| 나카지마 마히토 (자유민주당) | 1995년 제17회 |               | 시무라 데쓰로 (자유민주당)   |
| 나카지마 마히토 (자유민주당) |               | 1998년 제18회 | 고시이시 아즈마 (민주당)     |
| 나카지마 마히토 (자유민주당) | 2001년 제19회 |               | 고시이시 아즈마 (민주당)     |
| 나카지마 마히토 (자유민주당) |               | 2004년 제20회 | 고시이시 아즈마 (민주당)     |
| 요네나가 하루노부 (민주당)   | 2007년 제21회 |               | 고시이시 아즈마 (민주당)     |
| 요네나가 하루노부 (민주당)   |               | 2010년 제22회 | 고시이시 아즈마 (민주당)     |
| 모리야 히로시 (자유민주당)   | 2013년 제23회 |               | 고시이시 아즈마 (민주당)     |
| 모리야 히로시 (자유민주당)   |               | 2016년 제24회 | 미야자와 유카 (민진당)       |
| 모리야 히로시 (자유민주당)   | 2019년 제25회 |               | 미야자와 유카 (민진당)       |
| 모리야 히로시 (자유민주당)   |               | 2022년 제26회 | 나가이 마나부 (자유민주당)   |

## 최근 선거 결과

### 2016년 (제24회)
|  | 43.02% |

|  | 37.75% |

|  | 16.71% |

|  | 2.52% |

### 2019년 (제25회)
|  | 52.98% |

|  | 43.19% |

|  | 3.83% |

### 2022년 (제26회)
|  | 48.94% |

|  | 43.77% |

|  | 5.42% |

|  | 1.87% |

## 같이 보기
- 야마나시현 제1구
- 야마나시현 제2구